# Nicolai Bösch
Nicolai Bösch (* 19. Mai 1998) ist ein österreichischer Fußballspieler.

## Karriere
Bösch begann seine Karriere beim SC Austria Lustenau. 2012 kam er in die AKA Vorarlberg, in der er bis 2016 spielte. Im Juli 2016 debütierte er für die Amateure seines Stammklubs Lustenau in der Vorarlbergliga, als er am ersten Spieltag der Saison 2016/17 gegen den FC Lauterach in der Startelf stand.
Im Mai 2017 stand er gegen die WSG Wattens erstmals im Kader der Profis. Sein Debüt in der zweiten Liga gab er schließlich im März 2018, als er am 22. Spieltag der Saison 2017/18 gegen den FC Wacker Innsbruck in der Startelf stand und in der 59. Minute durch Daniel Tiefenbach ersetzt wurde.
Im Juli 2019 wurde er an den Ligakonkurrenten SK Vorwärts Steyr verliehen. Während der Leihe kam er zu 15 Zweitligaeinsätzen für die Oberösterreicher. Zur Saison 2020/21 kehrte Bösch dann wieder nach Lustenau zurück. In der Saison 2020/21 kam er zu 15 Zweitligaeinsätzen, in der Saison 2021/22 zu 13. Mit Lustenau stieg er am Ende der Saison 2021/22 in die Bundesliga auf.
Nach dem Aufstieg verließ Bösch den Verein jedoch nach 16 Jahren und wechselte zur Saison 2022/23 zum viertklassigen SV Lochau.